# Észak-Korea a 2016. évi nyári olimpiai játékokon
Észak-Korea a brazíliai Rio de Janeiróban megrendezett 2016. évi nyári olimpiai játékok egyik részt vevő nemzete volt. Az országot az olimpián 9 sportágban 31 sportoló képviselte, akik összesen 7 érmet szereztek.

## Érmesek
| Érem  | Versenyző                     | Sportág       | Versenyszám          |
| ----- | ----------------------------- | ------------- | -------------------- |
| Arany | Rim Dzsongsim (Rim Jeong-sim) | Súlyemelés    | Női 75 kg            |
| Arany | Ri Szegvang (Ri Se-gwang)     | Torna         | Férfi ugrás          |
| Ezüst | Om Juncshol (Om Yun-cheol)    | Súlyemelés    | Férfi 56 kg          |
| Ezüst | Cshö Hjosim (Choe Hyo-sim)    | Súlyemelés    | Női 63 kg            |
| Ezüst | Kim Gukhjang (Kim Kuk-hyang)  | Súlyemelés    | Női +75 kg           |
| Bronz | Kim Szongi (Kim Song-i)       | Asztalitenisz | Női egyes            |
| Bronz | Kim Szongguk (Kim Song-guk)   | Sportlövészet | Férfi szabadpisztoly |

## Asztalitenisz
Női
| Versenyző                                       | Versenyszám | Selejtező         | 64-es főtábla     | 48-as főtábla                                       | 32-es főtábla                                                    | Nyolcaddöntő                                                         | Negyeddöntő                                                                                       | Elődöntő                                                   | Döntő                                                             | Helyezés |
| Versenyző                                       | Versenyszám | Ellenfél Eredmény | Ellenfél Eredmény | Ellenfél Eredmény                                   | Ellenfél Eredmény                                                | Ellenfél Eredmény                                                    | Ellenfél Eredmény                                                                                 | Ellenfél Eredmény                                          | Ellenfél Eredmény                                                 | Helyezés |
| ----------------------------------------------- | ----------- | ----------------- | ----------------- | --------------------------------------------------- | ---------------------------------------------------------------- | -------------------------------------------------------------------- | ------------------------------------------------------------------------------------------------- | ---------------------------------------------------------- | ----------------------------------------------------------------- | -------- |
| Ri Mjongszun                                    | Egyes       | erőnyerő          | erőnyerő          | Lovas Petra (HUN) · 11–9, 11–2, 7–11, 11–4, 12–10   | Petrissa Solja (GER) · 11–5, 11–7, 11–6, 11–6                    | Fukuhara Ai (JPN) · 5–11, 10–12, 1–11, 7–11                          | kiesett                                                                                           | kiesett                                                    | kiesett                                                           | 9.       |
| Kim Szongi (Kim Song-i)                         | Egyes       | erőnyerő          | erőnyerő          | Katarzyna Grzybowska (POL) · 11–9, 11–2, 11–6, 11–6 | Isikava Kaszumi (JPN) · 7–11, 7–11, 11–9, 11–9, 9–11, 11–9, 11–8 | Chen Szu-Yu (TPE) · 11–2, 11–6, 10–12, 8–11, 11–9, 11–9              | Jü Meng-jü (Yu Mengyu) (SIN) · 11–8, 6–11, 11–5, 11–6, 9–11, 11–6                                 | Ting Ning (Ding Ning) (CHN) · 5–11, 11–9, 6–11, 3–11, 9–11 | Bronzmérkőzés · Fukuhara Ai (JPN) · 11–7, 11–7, 11–5, 12–14, 11–5 |          |
| Ri Migjong Ri Mjongszun Kim Szongi (Kim Song-i) | Csapat      |                   |                   |                                                     |                                                                  | Ausztrália (AUS) · Jian Fang Lay · Melissa Tapper · Ziyu Zhang · 3–0 | Kína (CHN) · Ting Ning (Ding Ning) · Li Hsziao-hszia (Li Xiaoxia) · Liu Si-ven (Liu Shiwen) · 0–3 | kiesett                                                    | kiesett                                                           | 5.       |

## Atlétika
Férfi
| Versenyző | Versenyszám | Döntő   | Döntő    |
| Versenyző | Versenyszám | Idő     | Helyezés |
| --------- | ----------- | ------- | -------- |
| Pak Chol  | Maraton     | 2:15:27 | 27.      |

Női
| Versenyző     | Versenyszám | Döntő   | Döntő    |
| Versenyző     | Versenyszám | Idő     | Helyezés |
| ------------- | ----------- | ------- | -------- |
| Kim Hye-Gyong | Maraton     | 2:28:36 | 11.      |
| Kim Hye-Song  | Maraton     | 2:28:36 | 10.      |
| Kim Gumok     | Maraton     | 2:38:24 | 49.      |

## Birkózás

### Férfi
Kötöttfogású
| Versenyző    | Versenyszám | Selejtező         | Nyolcaddöntő                | Negyeddöntő                     | Elődöntő          | Vigaszág első kör | Vigaszág elődöntő | Bronz- mérkőzés   | Döntő             | Helyezés |
| Versenyző    | Versenyszám | Ellenfél Eredmény | Ellenfél Eredmény           | Ellenfél Eredmény               | Ellenfél Eredmény | Ellenfél Eredmény | Ellenfél Eredmény | Ellenfél Eredmény | Ellenfél Eredmény | Helyezés |
| ------------ | ----------- | ----------------- | --------------------------- | ------------------------------- | ----------------- | ----------------- | ----------------- | ----------------- | ----------------- | -------- |
| Yun Won-Chol | 59 kg       | erőnyerő          | Haithem Mahmoud (EGY) · 8–3 | Elmurat Taszmuradov (UZB) · 0–9 | kiesett           | kiesett           | kiesett           | kiesett           | kiesett           | 10.      |

Szabadfogású
| Versenyző    | Versenyszám | Selejtező                              | Nyolcaddöntő      | Negyeddöntő       | Elődöntő          | Vigaszág első kör             | Vigaszág elődöntő                       | Bronz- mérkőzés   | Döntő             | Helyezés |
| Versenyző    | Versenyszám | Ellenfél Eredmény                      | Ellenfél Eredmény | Ellenfél Eredmény | Ellenfél Eredmény | Ellenfél Eredmény             | Ellenfél Eredmény                       | Ellenfél Eredmény | Ellenfél Eredmény | Helyezés |
| ------------ | ----------- | -------------------------------------- | ----------------- | ----------------- | ----------------- | ----------------------------- | --------------------------------------- | ----------------- | ----------------- | -------- |
| Jang Kjongil | 57 kg       | Higucsi Rei (JPN) · 2–12 technikai tus |                   |                   |                   | Asadulla Lachinov (BLR) · 6–2 | Yowlys Bonne (CUB) · 1–11 technikai tus | kiesett           |                   | 8.       |

### Női
Szabadfogású
| Versenyző       | Versenyszám | Selejtező                    | Nyolcaddöntő            | Negyeddöntő                | Elődöntő          | Vigaszág első kör | Vigaszág elődöntő         | Bronz- mérkőzés   | Döntő             | Helyezés |
| Versenyző       | Versenyszám | Ellenfél Eredmény            | Ellenfél Eredmény       | Ellenfél Eredmény          | Ellenfél Eredmény | Ellenfél Eredmény | Ellenfél Eredmény         | Ellenfél Eredmény | Ellenfél Eredmény | Helyezés |
| --------------- | ----------- | ---------------------------- | ----------------------- | -------------------------- | ----------------- | ----------------- | ------------------------- | ----------------- | ----------------- | -------- |
| Kim Hyon-Gyong  | 48 kg       | Milana Dadaseva (RUS) · 2–6  | kiesett                 | kiesett                    | kiesett           | kiesett           | kiesett                   | kiesett           | kiesett           | 13.      |
| Csong Mjongszuk | 53 kg       | Jillian Gallays (CAN) · 11–0 | Bediha Gün (TUR) · 10–0 | Helen Maroulis (USA) · 4–7 |                   |                   | Zhong Xuechun (CHN) · 5–5 | kiesett           |                   | 7.       |

## Cselgáncs
Férfi
| Versenyző     | Versenyszám | Selejtező                           | 32-es főtábla     | Nyolcaddöntő      | Negyeddöntő       | Elődöntő          | Vigaszág elődöntő | Bronz- mérkőzés   | Döntő             | Helyezés |
| Versenyző     | Versenyszám | Ellenfél Eredmény                   | Ellenfél Eredmény | Ellenfél Eredmény | Ellenfél Eredmény | Ellenfél Eredmény | Ellenfél Eredmény | Ellenfél Eredmény | Ellenfél Eredmény | Helyezés |
| ------------- | ----------- | ----------------------------------- | ----------------- | ----------------- | ----------------- | ----------------- | ----------------- | ----------------- | ----------------- | -------- |
| Hong Kuk-Hyon | Könnyűsúly  | Pierre Duprat (FRA) · 000(1)–100(1) | kiesett           | kiesett           | kiesett           | kiesett           |                   |                   |                   | 33.      |

Női
| Versenyző  | Versenyszám  | Selejtező                           | Nyolcaddöntő                          | Negyeddöntő       | Elődöntő          | Vigaszág elődöntő | Bronz- mérkőzés   | Döntő             | Helyezés |
| Versenyző  | Versenyszám  | Ellenfél Eredmény                   | Ellenfél Eredmény                     | Ellenfél Eredmény | Ellenfél Eredmény | Ellenfél Eredmény | Ellenfél Eredmény | Ellenfél Eredmény | Helyezés |
| ---------- | ------------ | ----------------------------------- | ------------------------------------- | ----------------- | ----------------- | ----------------- | ----------------- | ----------------- | -------- |
| Kim Sol-Mi | Légsúly      | Irina Dolgova (RUS) · 000(1)–010(0) | kiesett                               | kiesett           | kiesett           |                   |                   |                   | 17.      |
| Sol Kyong  | Félnehézsúly | erőnyerő                            | Audrey Tcheuméo (FRA) · 000(0)–100(1) | kiesett           | kiesett           |                   |                   |                   | 9.       |

## Íjászat
Női
| Versenyző                | Versenyszám | Selejtező | Selejtező | 64-es főtábla                  | 32-es főtábla                        | Nyolcaddöntő                                   | Negyeddöntő       | Elődöntő          | Döntő             | Helyezés |
| Versenyző                | Versenyszám | Pont      | Kiemelés  | Ellenfél Eredmény              | Ellenfél Eredmény                    | Ellenfél Eredmény                              | Ellenfél Eredmény | Ellenfél Eredmény | Ellenfél Eredmény | Helyezés |
| ------------------------ | ----------- | --------- | --------- | ------------------------------ | ------------------------------------ | ---------------------------------------------- | ----------------- | ----------------- | ----------------- | -------- |
| Kang Undzsu (Kang Un-ju) | Egyéni      | 643       | 15.       | Sarah Nikitin (BRA)(50.) · 6-0 | Christine Bjerendal (SWE)(47.) · 6-2 | Csang Hjedzsin (Chang Hye-jin) (KOR)(2.) · 2-6 | kiesett           | kiesett           | kiesett           | 9.       |

## Műugrás
Női
| Versenyző                                          | Versenyszám          | Selejtező | Selejtező | Elődöntő | Elődöntő | Döntő   | Döntő    |
| Versenyző                                          | Versenyszám          | Pont      | Helyezés  | Pont     | Helyezés | Pont    | Helyezés |
| -------------------------------------------------- | -------------------- | --------- | --------- | -------- | -------- | ------- | -------- |
| Kim Gukhjang (Kim Kuk-hyang)                       | Egyéni toronyugrás   | 263,20    | 25.       | kiesett  | kiesett  | kiesett | kiesett  |
| Kim Unhjang (Kim Eun-hyang)                        | Egyéni toronyugrás   | 289,45    | 18.       | 343,70   | 5.       | 357,90  | 7.       |
| Kim Gukhjang (Kim Kuk-hyang) Kim Mire (Kim Mi-rae) | Szinkron toronyugrás |           |           |          |          | 322,44  | 4.       |

## Sportlövészet
Férfi
| Versenyző                   | Versenyszám    | Selejtező | Selejtező | Döntő   | Döntő    |
| Versenyző                   | Versenyszám    | Pont      | Helyezés  | Pont    | Helyezés |
| --------------------------- | -------------- | --------- | --------- | ------- | -------- |
| Kim Dzsongszu               | Légpisztoly    | 575       | 27.       | kiesett | kiesett  |
| Kim Dzsongszu               | Szabadpisztoly | 548       | 24.       | kiesett | kiesett  |
| Kim Szongguk (Kim Song-guk) | Szabadpisztoly | 557       | 5.        | 172,8   |          |
| Kim Szongguk (Kim Song-guk) | Légpisztoly    | 577       | 17.       | kiesett | kiesett  |

Női
| Versenyző    | Versenyszám   | Selejtező | Selejtező | Elődöntő | Elődöntő | Döntő   | Döntő    |
| Versenyző    | Versenyszám   | Pont      | Helyezés  | Pont     | Helyezés | Pont    | Helyezés |
| ------------ | ------------- | --------- | --------- | -------- | -------- | ------- | -------- |
| Cso Jongszuk | Légpisztoly   | 381       | 12.       |          |          | kiesett | kiesett  |
| Cso Jongszuk | Sportpisztoly | 582       | 6.        | 12       | 7.       | kiesett | kiesett  |
| Pak Jonghi   | Trap          | 65        | 12.       | kiesett  | kiesett  | kiesett | kiesett  |

## Súlyemelés
Férfi
| Versenyző                  | Versenyszám | Szakítás | Szakítás | Lökés                    | Lökés                    | Összesen | Helyezés |
| Versenyző                  | Versenyszám | Eredmény | Helyezés | Eredmény                 | Helyezés                 | Összesen | Helyezés |
| -------------------------- | ----------- | -------- | -------- | ------------------------ | ------------------------ | -------- | -------- |
| Om Juncshol (Om Yun-cheol) | 56 kg       | 134      | 2.       | 169                      | 2.                       | 303      |          |
| Kwon Yong-Gwang            | 69 kg       | 137      | 15.      | 176                      | 10.                      | 313      | 13.      |
| Kim Mjonghjok              | 69 kg       | 157      | 3.       | érvényes kísérlet nélkül | érvényes kísérlet nélkül | kiesett  | kiesett  |
| Choe Jon-Wi                | 77 kg       | 153      | 9.       | 190                      | 8.                       | 343      | 8.       |

Női
| Versenyző                     | Versenyszám | Szakítás | Szakítás | Lökés    | Lökés    | Összesen | Helyezés |
| Versenyző                     | Versenyszám | Eredmény | Helyezés | Eredmény | Helyezés | Összesen | Helyezés |
| ----------------------------- | ----------- | -------- | -------- | -------- | -------- | -------- | -------- |
| Cshö Hjosim (Choe Hyo-sim)    | 63 kg       | 105      | 4.       | 143      | 2.       | 248      |          |
| Rim Dzsongsim (Rim Jeong-sim) | 75 kg       | 121      | 1.       | 153      | 1.       | 274      |          |
| Kim Gukhjang (Kim Kuk-hyang)  | +75 kg      | 131      | 1.       | 175      | 2.       | 306      |          |

## Torna
Férfi
| Versenyző                 | Versenyszám | Selejtező | Selejtező | Döntő    | Döntő    |
| Versenyző                 | Versenyszám | Pontszám  | Helyezés  | Pontszám | Helyezés |
| ------------------------- | ----------- | --------- | --------- | -------- | -------- |
| Ri Szegvang (Ri Se-gwang) | Ugrás       | 15,433    | 1.        | 15,691   |          |

Női
| Versenyző     | Versenyszám | Selejtező | Selejtező | Döntő    | Döntő    |
| Versenyző     | Versenyszám | Pontszám  | Helyezés  | Pontszám | Helyezés |
| ------------- | ----------- | --------- | --------- | -------- | -------- |
| Hong Undzsong | Talaj       | 12,533    | 71.       | kiesett  | kiesett  |
| Hong Undzsong | Ugrás       | 15,683    | 2.        | 14,900   | 6.       |